# Toh, è morta la nonna!
Toh, è morta la nonna! és una pel·lícula italiana del 1969 dirigida per Mario Monicelli.

## Argument
Adelaide, propietària d'una important empresa de productes insecticides, mor sobtadament: els seus familiars, vinguts de diferents punts d'Itàlia, intenten prendre possessió de la seva herència eliminant-se mútuament. Entre els familiars, només destaca el jove nebot Carlo Alberto, que també és l'únic que ha tingut una relació desinteressada amb la seva àvia Adelaide. Relació que continua amb l'esperit de l'àvia. Així que li toca convertir-se en el nou mestre de l'empresa familiar; en comptes d'esprai, però, prefereix produir bombes per destruir el sistema capitalista.

## Repartiment
- Wanda Capodaglio: Nonna
- Valentina Cortese: Ornella
- Carole André: Claretta
- Ray Lovelock: Carlo Alberto
- Giorgio Piazza: Italo
- Helene Ronee: Titina
- Riccardo Garrone: Galeazzo
- Gigi De Vittorio: Don Mario
- Giordano Scolari: Carlo Maria
- Sergio Tofano: Nonno
- Vera Gherarducci: Gigliola
- Gastone Pescucci: Amedeo
- Sirena Adgemova: Sparta
- Gigi Bonos
- Peter Chatel: Guido
- Giuseppina Cozzi
- Mario Frescura
- Giacomo Rizzo: albergatore